# Walt Easley
Walt Easley (8 de Setembro de 1957 – 14 de Fevereiro de 2013) é um ex-jogador profissional de futebol americano estadunidense, jogando como fullback na NFL e na USFL.

## Carreira
Walt Easley foi campeão da temporada de 1981 da National Football League jogando pelo San Francisco 49ers.

Ele foi jogador durante a faculdade defendendo o West Virginia Mountaineers, correndo 1.773 jardas e marcando 19 touchdowns. Na NFL, jogou durante dois anos pelo  San Francisco 49ers e foi  membro do Super Bowl XVI championship team. Pelos 49ers, ele correu 235 jardas em 81 carries e interceptou nove passes contabilizando 62 jardas. Após sua passagem pelos 49ers, jogou também pelo Chicago Blitz e pelos Pittsburgh Maulers na USFL.